# سامو خالوپکا
سامو خالوپکا (انگلیسی: Samo Chalupka; ۲۷ فوریهٔ ۱۸۱۲ – ۱۹ مهٔ ۱۸۸۳) شاعر اهل اسلواکی بود. او برادر کوچکتر یان خالوپکا، نویسنده دیگر اسلواکی بود.